# Dendroleon similis
Dendroleon similis (лат.) — вид сетчатокрылых насекомых из семейства муравьиных львов (Myrmeleontidae).

## Описание
Передние и задние крылья примерно одинаковой длины 25—30 мм. Муравьиный лев светло-бурого окраса. Длина брюшка у особей обоих полов одинакова и составляет 17—20 мм. Голова жёлто-бурая с широкой тёмно-бурой блестящей полоской между глазами. Темя и затылок соломенно-жёлтые, лишены какого-либо рисунка. Антенны длинные, их булава бурого цвета, состоит из широких уплощенных члеников. По бокам груди проходят широкие тёмно-бурые полоски, продолжающиеся на брюшко. Ноги длинные и тонкие, светло-бурого цвета, бёдра и частично голени тёмно-бурые. Ноги покрыты короткими редкими черными волосками и щетинками. Крылья широкие ланцетовидные, с двухцветными поперечными и продольными жилками. Стигмы на крыльях розоватые, резко ограниченные, полуовальной формы. На крыльях имеются бурые пятна, образующие рисунок. На задних крыльях этот рисунок сосредоточен преимущественно в их дистальной части. Брюшко бурое с тёмным рисунком в виде полуколец, покрытое чёрными короткими волосками. Эктопрокты у самцов небольшие, чешуевидные, невыступают за край брюшка. Личинка неизвестна.

## Ареал
Северный Китай, Корея, Дальний Восток России, Монголия.